# Fizzyology
Fizzyology è il primo album collaborativo tra i rapper statunitensi Termanology e Lil' Fame degli M.O.P.. Pubblicato il 6 novembre 2012, l'album è distribuito da ST. Records e Brick Records. Lavorano alle basi Fizzy Womack, J-Waxx Garfield, The Alchemist, DJ Premier e Statik Selektah. Partecipano all'album Bun B, Freeway, Styles P, Busta Rhymes e gli M.O.P..
| Recensione | Giudizio |
| ---------- | -------- |
| HipHopDX   | [ 1 ]    |
| RapReviews | 7.5/10   |

## Tracce
1. After Midnight – 2:41 (musica: Fizzy Womack)
2. Fizzyology – 2:58 (musica: The Alchemist)
3. Hustler's Ringtone (featuring Bun B) – 4:02 (musica: Fizzy Womack)
4. The Greatest – 3:11 (musica: Fizzy Womack)
5. From the Streets (featuring Freeway) – 3:45 (musica: Statik Selektah)
6. Play Dirty (featuring Busta Rhymes & Styles P) – 4:08 (musica: DJ Premier)
7. It's Easy – 2:41 (musica: Fizzy Womack)
8. Too Tough for TV – 2:41 (musica: Fizzy Womack)
9. Pray for Me (featuring Kira) – 3:11 (musica: Fizzy Womack)
10. Not By You – 3:33 (musica: J-Waxx Garfield)
11. Family Ties – 3:54 (musica: Fizzy Womack)
12. Endtro (Fame & Glory) – 2:05 (musica: Fizzy Womack)
13. Lil Ghetto Boy (featuring Lee Wilson) – 3:59 (musica: Fizzy Womack)
14. Crazy (featuring M.O.P.) – 4:42 (musica: Statik Selektah)
15. Thuggathon – 2:27 (musica: Statik Selektah)

Durata totale: 49:58